# 劳剑峰
劳剑峰（1975年5月24日—）是中国退役男子跳远运动员。他的个人最好成绩是1997年5月在肇庆取得的8.40米。他在1997年世界锦标赛以第十名完赛，在2002年亚运会的三级跳上赢得银牌。在2000年奥运会上他同时参加了这两个项目。

## 外部連結
- 劳剑峰在的頁面